# 599 Luisa
599 Luisa è un asteroide della fascia principale del diametro medio di circa 64,87 km. Scoperto nel 1906, presenta un'orbita caratterizzata da un semiasse maggiore pari a 2,7704723 UA e da un'eccentricità di 0,2938488, inclinata di 16,67198° rispetto all'eclittica.
L'origine del suo nome è sconosciuta.